# NCIS (드라마)
NCIS(시즌 1에서는 Navy NCIS라는 제목으로 시작하였으나 이후 NCIS로 바꾸었다)는 1997년부터 2005년까지 방영했던 드라마 재그(Jag)의 스핀오프이며 미국 해군과 미국 해병대에 대한 범죄를 수사하는 미국 해군 범죄수사국의 특수요원 팀을 배경으로 하는 수사물 드라마이다. 2022년 기준으로 미국 CBS 방송국에서 시즌 20까지 방영되었다.

## 배경
"NCIS"는 워싱턴 D.C.의 워싱턴 해군 기지에 본부를 두고있는 해군 범죄 수사국의 중요사건 전담팀(Major Case Response Team)이 배경이다.
NCIS는 미국 해병대를 포함한 미국 해군의 사법당국이자 정보기관이다. NCIS는 해군에서 군사법통일법전(Uniform Code of Military Justice)에 의해 처벌 할 수 있는 모든 중범죄를 수사한다. 이는 "NCIS 팀"이 대통령의 핵 가방(Nuclear Football)을 가진 군인의 죽음, 미국 해군의 전함에 있는 폭탄, 미국 해병대기지에서 죽은 유명인사, 테러리스트 위협, 납치등을 수사하는 것으로 미루어 볼 때 알 수 있다.
"NCIS팀"은 특수 요원(Special Agent) 리로이 제스로 깁스(Leroy Jethro Gibbs), 앤서니 디노조(Anthony Dinozzo), 티머시 맥기(Timothy McGee)로 이루어져 있다. 시즌 1에서 깁스, 디노조와 한 팀을 이루었던 케이틀린 토드(Caitlin Todd)는 시즌 2 마지막회에서 저격당해 죽으면서 하차하였다. 팀은 검시관인 도널드 "더키" 맬러드(Donald "Ducky" Mallard)와 그의 조수 지미 파머(Jimmy Palmer), 법과학 전문가 애비 슈토(Abby Sciuto)의 도움을 받는다.
NCIS는 현재 리언 밴스(Leon Vance) 국장이 이끌고 있다. 시즌 1부터 등장한 토머스 모로(Thomas Morrow) 국장은 미국 국토안보부의 부국장으로 이직했고, 이후 국장이 된 제니퍼 셰퍼드(Jennifer Shepard)는 시즌 5 마지막에 총에 맞아 사망하였다. 리온 밴스는 셰퍼드 국장의 후임이다. 시즌 11부터 지바 다비드(Ziva David)는 개인적인 사정으로 하차하게 되고 시즌 13에는 안토니 디노조(Anthony Dinozzo)가 하차했고 시즌 15에서는 애비 슈토(Abby Sciuto)가 하차했다.

## 주연

### 현재의 배역
| 이름                                          | 배우            | 직업                                                    | 현재 상태           |
| --------------------------------------------- | --------------- | ------------------------------------------------------- | ------------------- |
| 리로이 제스로 깁스 (Leroy Jethro Gibbs)       | 마크 하먼       | 특수 요원 // 前 미 해병 중사 중요사건 전담팀 팀장, NCIS | Regular (2003-현재) |
| 티머시 맥기 (Timothy McGee)                   | 숀 머레이       | 특수 요원 // 중요사건 전담팀, NCIS                      | Regular (2004-현재) |
| 엘리 비숍 (Eleanor Bishop)                    | 에밀리 위커샴   | 수습 요원 // 중요사건 전담팀, NCIS                      | Regular (2013-현재) |
| 도널드 "더키" 맬러드 (Donald "Ducky" Mallard) | 데이비드 매컬럼 | 검시관, 법심리학자, NCIS                                | Regular (2003-현재) |
| 리언 밴스 (Leon Vance)                        | 로키 캐럴       | 현재 NCIS 국장                                          | Regular (2008-현재) |
| 지미 파머 (Jimmy Palmer)                      | 브라이언 디츤   | 검시관 조수, NCIS                                       | Regular (2004-현재) |
| 토바이어스 포넬 (Tobias Fornell)              | 조 스파노       | 특수 요원, FBI                                          | Regular (2003-현재) |

### 하차한 배역
| 이름                                         | 배우               | 직업 | 현재 상태   |
| -------------------------------------------- | ------------------ | --- | ----------- |
| 애비 슈토 (Abby Sciuto)                      | 폴리 페럿          | 법과학자, 탄도학자, NCIS | (2003-2018) |
| 안토니 "토니" 디노조 (Anthony Dinozzo)       | 마이클 웨덜리      | 특수 요원 // 중요사건 전담팀, NCIS '토니'와 '지바' 사이에서 태어난 '탈리' 양육관계로 은퇴 | (2003-2016) |
| 애비게일 보린 (Abigail Borin)                | 다이앤 닐          | 특수 요원, CGIS | (2010-2014) |
| 지바 다비드 (Ziva David)                     | 코트 드 파블로     | 前 이스라엘 MOSSAD 특수요원, MOSSAD와 NCIS간 연락장교 특수 요원 // 중요사건 전담팀, NCIS 시즌 10에서 은퇴(시즌 11 2화까지 등장) 시즌13, 24화에서 트렌트 코트(전 CIA요원)가 고용한 청부업자로 인해 사망 {등장하지는 않고 이름만 언급 됨) | (2005-2013) |
| 마이크 프랭크스 (Mike Franks)                | 뮤즈 왓슨          | 은퇴한 해군 수사국(NIS) 요원, 깁스의 스승 시즌 8에서 용의자와 싸움끝에 사망 | (2005-2011) |
| 미셸 리 (Michelle Lee)                       | 리자 라피라        | 특수요원, 변호사 //NCIS 시즌 6에서 깁스가 용의자를 쏠 때 사망. | (2006-2008) |
| 제니퍼 셰퍼드 (Jennifer Shepard)             | 로런 홀리          | 前 NCIS 국장 시즌 5에서 총싸움 끝에 사망. | (2005-2008) |
| 케이틀린 "케이트" 토드 (Caitlin "Kate" Todd) | 사샤 알렉산더      | 前 비밀경호국 경호관 NCIS 특수요원 // 아리에게 저격당함. | (2003-2005) |
| 쟌 베누아 (Jeanne Benoit)                    | 스코티 톰슨        | 먼로 대학 병원 의사 | (2006-2008) |
| 폴라 캐시디 (Paula Cassidy)                  | 제시카 스틴        | 특수요원 // NCIS 시즌 4에서 자살 폭탄 테러에 휘말려 사망. | (2003-2007) |
| 홀리스 맨 (Hollis Mann)                      | 수재너 톰슨        | 미국 육군 헌병 중령, CID | (2006-2007) |
| 토머스 모로 (Thomas Morrow)                  | 앨런 데일          | 前 NCIS 국장, 미국 국토안보부 부국장 | (2003-2005) |
| 제럴드 잭슨 (Gerald Jackson)                 | 판초 데밍스        | 前 검시관 조수, NCIS | (2003-2005) |
| 필립 대븐포트 (Phillip Davenport)            | 주드 치코렐라      | 해군성 장관 (Secretary of Navy, SECNAV) | (2008-2013) |
| 트렌트 코트 (Trent Kort)                     | 데이비드 다얀 피셔 | 前 특수 요원, CIA 러시아에 정보를 판 혐의로 CIA에서 퇴출. 시즌 13 한 사건에서 FBI 토바이어스 포넬 요원을 부상 입히고, 前 MI6 제시가 요원, 지바 다비드를 사망하게 만든 장본인이다. 이후 NCIS,FBI,MI6 요원들이 그를 사살하게 된다.        | (2006-2016) |

## 방영 목록
- 프로모시즌 : 2003년 4월 22일 ~ 2003년 4월 29일 (2개 에피소드)
- 시즌 1 : 2003년 9월 23일 ~ 2004년 5월 25일 (23개 에피스드)
- 시즌 2 : 2004년 9월 28일 ~ 2005년 5월 24일 (23개 에피소드)
- 시즌 3 : 2005년 9월 20일 ~ 2006년 5월 16일 (24개 에피소드)
- 시즌 4 : 2006년 9월 19일 ~ 2007년 5월 22일 (24개 에피소드)
- 시즌 5 : 2007년 9월 25일 ~ 2008년 5월 20일 (19개 에피소드)[1]
- 시즌 6 : 2008년 9월 23일 ~ 2009년 5월 19일 (25개 에피소드)
- 시즌 7 : 2009년 9월 22일 ~ 2010년 5월 25일 (24개 에피소드)
- 시즌 8 : 2010년 9월 21일 ~ 2011년 5월 17일 (24개 에피소드)
- 시즌 9 : 2011년 9월 20일 ~ 2012년 5월 15일 (24개 에피소드)
- 시즌 10 : 2012년 9월 25일 ~ 2013년 5월 14일 (24개 에피소드)
- 시즌 11 : 2013년 9월 24일 ~ 2014년 5월 13일 (24개 에피소드)
- 시즌 12 : 2014년 9월 23일 ~ 2015년 5월 12일 (24개 에피소드)
- 시즌 13 : 2015년 9월 22일 ~ 2016년 5월 17일 (24개 에피소드)
- 시즌 14 : 2016년 9월 20일 ~ 2017년 5월 16일 (24개 에피소드)
- 시즌 15 : 2017년 9월 26일 ~ 2018년 5월 22일 (24개 에피소드)
- 시즌 16 : 2018년 9월 25일 ~ 2019년 5월 21일 (24개 에피소드)
- 시즌 17 : 2019년 9월 24일 ~ 2020년 5월 20일 (20개 에피소드)
- 시즌 18 : 2020년 11월 17일 ~ 2021년 5월 25일 (16개 에피소드)
- 시즌 19 : 2021년 9월 20일 ~ 2022년 5월 23일 (21개 에피소드)
- 시즌 20 : 2022년 9월 19일 ~ 2023년 5월 22일 (22개 에피소드)

## 대한민국 내 방영 방송사
채널CGV, XTM, 채널나우
번역 작가 황석희

## 같이 보기
- 해군 범죄 수사국 JAG
- JAG(TV Series)
- NCIS (Los Angeles)